# Absorb
absorb（アブソーブ）は、日本のアコースティックバンド。略称“アブ”。2008年に日本クラウンよりメジャーデビュー。2010年解散。

## メンバー
森 晴義（もり はるよし） Vo・Key
1981年5月13日 –、岐阜県多治見市出身、身長171cm。absorbのリーダー。absorb以外ではhalyosy（ハルヨシ）としても活動。
高校を中退し、アジア圏を歩いて旅をする中で、民族音楽に感銘を受ける。absorbの楽曲の多くは彼による作詞・作曲である。また音楽以外の絵画やデザインなどの才能もabsorbに生かしており、現在に至るまでのabsorbのウェブサイト、CDジャケット、フライヤーなど、主なデザインは彼が行っている。
中村 博（なかむら ひろし） Gt・cho
1982年4月24日 –、大阪府出身、身長180cm。リードギター。absorb以外ではis（イズ）としても活動。
高校1年のときに友達のエレキギターを借りて遊んだことがきっかけとなり、ギタリストを志す。様々なバンドのギターサポート、及びスタジオミュージシャンとしての活動を続けつつ、ソロ時代の森晴義の音源にギターアレンジを加えてきた。森晴義と同じ専門学校という繋がりから、当初は「s+h」にサポートメンバーとして参加。その後absorbに改名される際に正式メンバーとなる。彼も作詞作曲を手がける。
笹原 翔太（ささはら しょうた） Vo・Gt
1987年1月13日 –、山口県出身、身長180cm。メインMC&ボーカル。absorb以外ではthat（ザット）としても活動。
高校在学中からライブ活動を積極的に行い、さまざまなコンテストに入賞。ワンマンライブを毎月開催し、自費出版となるCDを発売するなど、音楽活動を進める。高校卒業後、地元の大手電力会社に就職した後も音楽はやめることなく続け、absorbの前身となるs+hの活動も平行して行う。absorbとしてバンド結成した後も会社には勤務するものの、翌年の2007年に退社、上京する。

## グループ名
「すべてを吸収していく」という意味であり、absorbという単語が持つ「吸収する」「人を夢中にさせる」という意味が、自分たちの活動や音楽性に合う…という理由で付けたと、インタビューに答えている。

## 略歴
- 2004年4月、当時17歳の笹原は、実家の山口県にて高校生活中より友人と音楽活動をしていた。そのウェブサイトから配信されていた「missing」に森晴義が独自にコーラスを付ける。このことが笹原と森を繋げるきっかけとなる。
- 2005年4月、森と笹原の2人で「S+H」を結成。音楽ランキングサイト「プレイヤーズ王国」において「bless you」が3ヶ月に渡り首位を独占。
- 2005年8月、森と同じ専門学校出身の中村博がメンバーに加わる。
- 2005年11月、バンド名をS+Hよりabsorbと改名し、メジャーデビューへ向けて本格活動開始を発表。
- 中京地区で2007年2月24日に放送された、バラエティ番組『ノブナガ』（CBCテレビ他）内のコーナー「ごはんリレー」に、三軒茶屋の商店街から偶然出演。森の自宅にて、コーナーを担当している小泉エリにバンド結成の元となった曲「missing」の生演奏と、森が前日食べたスパゲッティツナトマトソースを食べさせてあげた。後述する『未知導』は、このことがきっかけとなり、彼女のために作った曲である。
- 2007年6月22日、エレックレコードより『となりで』でインディーズデビュー。
- 2007年10月17日、2nd Single「未知導」リリース。バラエティ番組『ノブナガ』内のコーナー「ごはんリレー」公式応援ソング。
- 2007年12月12日、動画共有サイト「ニコニコ動画」にhalyosyというハンドルネームにて、VOCALOIDソフト「初音ミク」が歌唱する楽曲「メルト」をカバーした作品を公開。この頃はabsorbやニコニコ動画のユーザーへの配慮もあり本人であることを伏せて活動するが、後に本名を名乗るようになる。その後いくつかのコラボ作品を公開する。
- 2008年2月23日、ニコニコ動画に「桜ノ雨」を投稿。ファン有志による合唱企画「桜ノ雨プロジェクト」には、5ヶ月間で約40の中学校、高等学校から文化祭や卒業式で使用したいとのオファーが届いた[2][3]。
- 2008年11月26日、「absorb/absorb feat.初音ミク」名義の「桜ノ雨」で日本クラウンからメジャーデビュー。パッケージには初音ミクも描かれている。
- 2009年、卒業シーズンにあわせて「桜ノ雨」を合唱する学校が全国80校以上になる見通しとニュースになる[4][5]。
- 2009年4月15日、メジャー第2弾となる「愛ノ詩」を発売。
- 2009年5月20日、1stフルアルバム「we walk abreast」を発売。
- 2009年11月4日、メジャー第3弾となる「最後の鍵」を発売。
- 2010年4月21日、メジャー第4弾となる『学園』を発売。
- 2010年12月20日、解散を発表[6]。しかし、音楽活動は継続とのこと。

## ディスコグラフィー

### インターネット配信（インディーズ）
- 配信元：MySound（プレイヤーズ王国）

1. 愛そう敵を（2007年3月2日配信）
  - 作詞/森晴義 作曲/森晴義
2. Bless you（2007年3月2日配信）
  - 作詞/森晴義 作曲/森晴義
3. 君らしく愛らしく（2007年5月9日配信）
  - 作詞/森晴義 作曲/森晴義

### シングル

#### インディーズ（エレックレコード）
- となりで（2007年6月22日リリース）

1. となりで
  - 作詞/森晴義 作曲/森晴義
2. 七夕の短い夜
  - 作詞/森晴義 作曲/森晴義
3. missing
  - 作詞/笹原翔太 作曲/笹原翔太

- 未知導（2007年10月17日リリース）

1. 未知導
  - 作詞/森晴義 作曲/森晴義
2. missing-alib ver.-
  - 作詞/笹原翔太 作曲/笹原翔太
3. 未知導-less vocal-
  - 作曲/森晴義

#### メジャー（日本クラウン）
- 桜ノ雨（2008年11月26日リリース）※Maxiシングル・absorb/absorb feat.初音ミク 名義

1. 桜ノ雨-Standard edit-/absorb
2. 桜ノ雨/absorb
3. 桜ノ雨-less vocal-/absorb
4. 桜ノ雨-合唱ピアノ演奏-/森晴義
5. 桜ノ雨-Standard edit-/absorb feat.初音ミク
6. 桜ノ雨/absorb feat.初音ミク
7. 桜ノ雨-less vocal-/absorb feat.初音ミク
  - 作詞/森晴義　作曲/森晴義　アレンジ/absorb

- 愛ノ詩（2009年4月15日リリース）

1. 愛ノ詩
  - 作詞/absorb　作曲/森晴義
2. 愛そう敵を
  - 作詞/森晴義 作曲/森晴義
3. あくび
  - 作詞/absorb 作曲/笹原翔太

- 最後の鍵（2009年11月4日リリース）

1. 最後の鍵
  - 作詞/森晴義 作曲/森晴義
2. orion
  - 作詞/中村博 作曲/中村博
3. ハナレバナレ
  - 作詞/笹原翔太 作曲/笹原翔太

### アルバム
- we walk abreast（2009年5月20日リリース）

1. Fire◎Flower
  - 作詞/森晴義 作曲/森晴義
  - 鏡音レン歌唱版（halyosy feat.鏡音レン名義）もあり、そちらは『VOCALOID BEST from ニコニコ動画 (あか)』に、そのリメイク版「Fire◎Flower 2011」が『EXIT TUNES PRESENTS Vocalonation feat.初音ミク』にそれぞれ収録されている。
2. 未知導-abreast ver.-
  - 作詞/森晴義 作曲/森晴義
3. 愛ノ詩
  - 作詞/absorb 作曲/森晴義
4. トドイテマスカ?
  - 作詞/中村博 作曲/中村博
5. 腕時計
  - 作詞/笹原翔太 作曲/笹原翔太
6. 手人手
  - 作詞/森晴義 作曲/森晴義
7. カザスズ
  - 作詞/笹原翔太 作曲/笹原翔太
8. Window
  - 作詞/森晴義 作曲/森晴義
9. となりで-abreast ver.-
  - 作詞/森晴義 作曲/森晴義
10. 吟遊民
  - 作詞/森晴義 作曲/森晴義
11. ごめんね。が言えない
  - 作詞/笹原翔太 作曲/笹原翔太
12. 桜ノ雨-abreast ver.-
  - 作詞/森晴義 作曲/森晴義 アレンジ/absorb

### ミニアルバム
- 学園（2010年4月21日リリース）

1. wanna be friend
  - 作詞/absorb 作曲/absorb
2. ablaze days
  - 作詞/森晴義 作曲/森晴義
3. よーいドン!
  - 作詞/笹原翔太 作曲/笹原翔太
4. 恋に落ちたら
  - 作詞/中村博 作曲/中村博
5. クスリ
  - 作詞/笹原翔太 作曲/笹原翔太
6. Bless you
  - 作詞/森晴義 作曲/森晴義
7. 桜ノ雨-祝奏歌-
  - 作詞/森晴義 作曲/森晴義

### 着うたフル配信曲
（）は配信元サイト名（2009年5月27日現在）
1. Bless you（マスト買い☆My Sound フル）
2. となりで（マスト買い☆My Sound フル）
3. 愛そう敵を（マスト買い☆My Sound フル）
4. 君らしく愛らしく（マスト買い☆My Sound フル）
5. 桜ノ雨-Standard Edit-（レコ直、music.jpフル、フル♪mu-mo、dwango.jpフル、歌詞★ハートフル、DAMウタフル…等多数）
6. 愛ノ詩-（レコ直、music.jpフル、フル♪dwango.jpフル、mora携帯フル、歌詞★ハートフル、アーティスト公式サウンドフル…等多数）
7. Fire◎Flower（レコ直、music.jpフル、dwango.jpフル、TSUTAYAうたフル、着ヒットMusic◎フル、1曲買いオリコン…等多数）
8. 桜ノ雨-abreast ver.-（レコ直、music.jpフル、dwango.jpフル、TSUTAYAうたフル、着ヒットMusic◎フル、1曲買いオリコン…等多数）

### その他のオリジナル曲
- 作詞/作曲 森晴義

1. LAST LOVE
2. Lookin' forward
3. Learning curve
4. 笹舟
5. 幼馴染
6. same age
7. 色眼鏡
8. Misty Eyed
9. 街路樹
10. 吸引力
11. ミネストローネ

- 作詞/作曲 笹原翔太

1. そろそろ帰るよ
2. びーだま
3. Happened Life
4. 思い出ふける夜に
5. ずっと
6. and you
7. Tiku Taku

- 作詞/作曲 中村博

1. 紅雪

### その他のカバー曲
- ニコニコ動画

### halyosyソロ
| 発売日        | タイトル           |
| ------------- | ------------------ |
| 2016年1月1日  | あったかいと       |
| 2023年1月29日 | Flyway             |
| 2023年10月5日 | アイムマイン       |
| 2023年12月1日 | スノーマン (Rerec) |

## タイアップ一覧
- 『未知導』 CBCテレビ『ノブナガ』 エンディングテーマ
- 『手人手』 テレビ神奈川（tvk） あすの地球と子どもたちCMソング（2008年2 - 3月放送分）
- 『愛そう敵を』 テレビ東京『ドライブ A GO!GO!』　エンディングテーマ（2008年7~9月放送分）
- 『愛ノ詩』 日本テレビ『音楽戦士 MUSIC FIGHTER』 4月POWER PLAY（2009年4月放送分）、『歌スタ!!』 6月お題歌